# 가와사키촌 (이시카와현)
가와사키촌(河崎村)은 이시카와현 가호쿠군에 있던 촌이다.현재의 가나자와시 오우라정・히가시카가쓰메정에 해당한다.

## 역사
- 1889년 4월 1일 - 정촌제 시행에 의해 오우라촌, 히가시카가쓰메촌의 구역을 가지고 가와사키촌이 성립하였다.
- 1907년 8월 10일 - 가와스지촌, 가와사키촌, 기고시촌이 합병해 가와키타촌이 성립하였다.

## 교육
초등학교
- 오우라 초등학교
  - 현재의 가나자와 시립 오우라 초등학교

## 참고문헌
- 角川日本地名大辞典 17 石川県